# Rafael Alvira

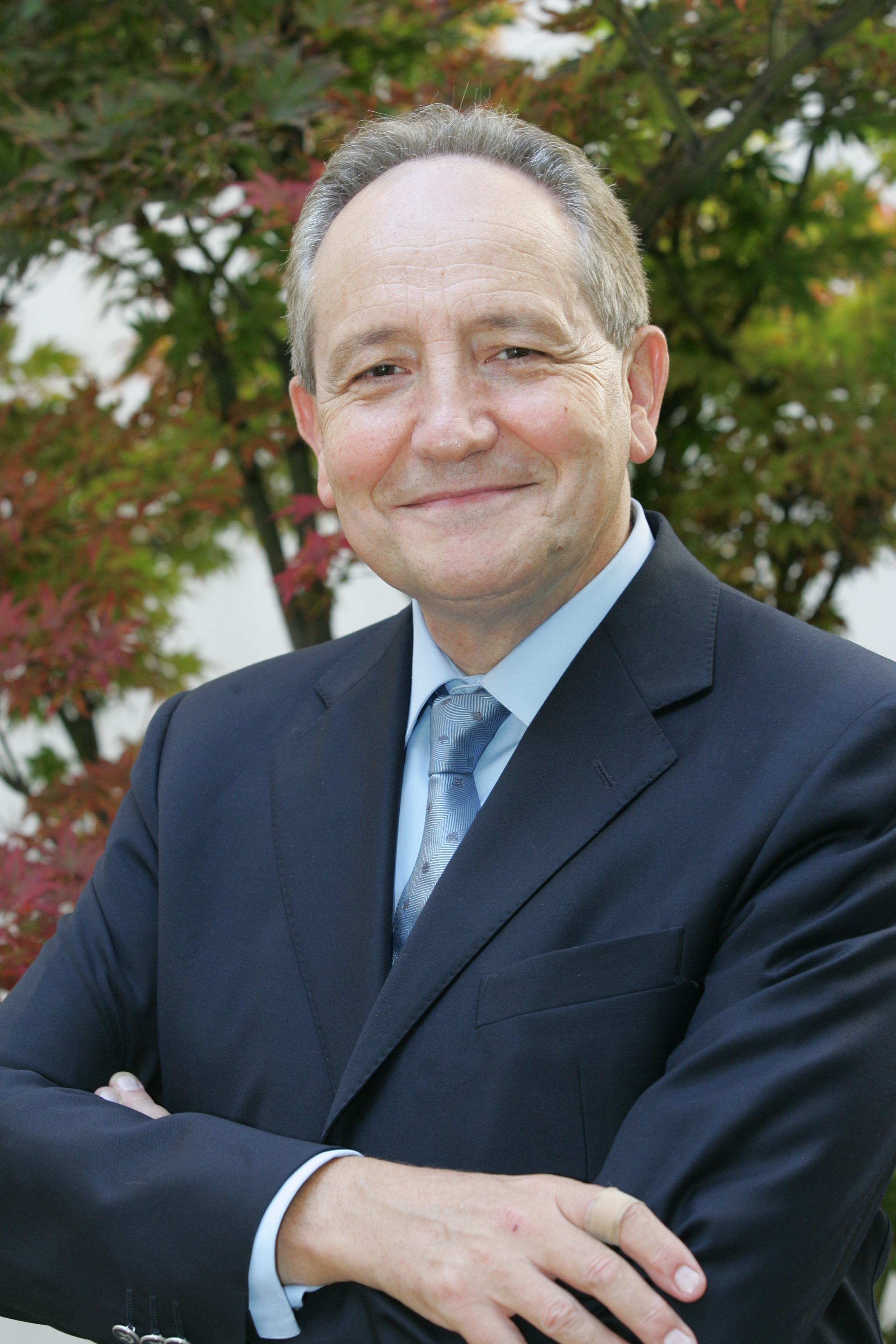
Rafael Alvira (2006)

Rafael Alvira Domínguez (* 24. Oktober 1942 in Madrid; † 4. Februar 2024 ebenda) war ein spanischer Philosoph und Gesellschaftswissenschaftler.

## Leben
Rafael Alvira studierte Philosophie und Literaturwissenschaften an der Universität Navarra. An der Universität Complutense Madrid und an der Päpstlichen Universität Gregoriana Rom wurde er jeweils in Philosophie promoviert. Weitere Studienaufenthalte absolvierte er in Deutschland, Italien, Österreich, Frankreich und den USA. 
1966 wurde er Assistenzprofessor an der Universität Complutense Madrid; 1975 erfolgte die Ernennung zum Titularprofessor für Philosophie und Metaphysik. 1980 wechselte er an die Fakultät für Philosophie an der Universität Navarra in Pamplona. Dort war er Dekan, Stellvertretender Dekan, Direktor der Abteilung für Philosophie der Erziehung, Direktor der Abteilung für Praktische Philosophie und Rektor der Abteilung für Musik. Zudem hatte er die Professur für Gesellschaftstheorie an der ingenieurwissenschaftlichen Fakultät inne. Alvira unterrichtete zudem an der Escuela Diplomática de Madrid, der Universität Complutense Madrid und der Universidad Internacional Menéndez Pelayo in Santander. Er war Gründungsmitglied und Direktor des Instituto Empresa y Humanismo (Institut für Unternehmen und Humanismus) der Universität Navarra.
Außerordentliche Professuren hatte er an der Universität von Mendoza (Argentinien) und der Universität von Montevideo (Uruguay). Er war Gastprofessor an der Universidad Panamericana in Mexico (1985, 1987, 1997), der Universidad Nacional de Cuyo in Mendoza, Argentinien (1986), der University of Notre Dame in Indiana, USA (1991), der Universidad de los Andes (Chile) in Santiago de Chile und anderen. 
Wissenschaftliche Schwerpunkte seiner Arbeit waren die Philosophie der Antike, Anthropologie und die politische Philosophie, insbesondere die Elemente der Zivilgesellschaft, die Wissensgesellschaft und Arbeitsgesellschaft im Zeitalter der Globalisierung, die Struktur der neuen Gesellschaft sowie die Familie in der Gesellschaft. Er war in zahlreichen nationalen und internationalen Initiativen und wissenschaftlichen Vertretungen engagiert. Er war Mitglied der Centesimus Annus Pro Pontifice (CAPP).

## Schriften
- Chancen einer Kultur der Arbeit, Verlag BusseSeewald, Herford 1990, ISBN 3512009697, zusammen mit Hans Thomas  (Hrsg.), Klaus M. Becker, Franz Borgers et al.
- El lugar a que se vuelve : reflexiones sobre la familia, Eunsa 1998, ISBN 8431315954
- La razón de ser hombre : ensayo sobre la justificación del ser humano, Talleres De Escritura Creativa Fuentetaja 1998, ISBN 8432131660
- La experiencia social del tiempo, Museo Nacional Centro De Arte Reina Sofía 2006, zusammen mit Héctor Ghiretti, Montserrat Herrero López
- Filosofía de la vida cotidiana, Ediciones Rialp 2005, ISBN 8432132640
- Sociedad civil : la democracia y su destino, Eunsa 2008, ISBN 8431324325, zusammen mit Nicolas Grimaldi, Montserrat Herrero López
- Life and the Sacred, Olms 2012, ISBN 3487147440, Carmelo Vigna (Herausgeber), Rafael Alvira (Herausgeber)